# 클레오 킹

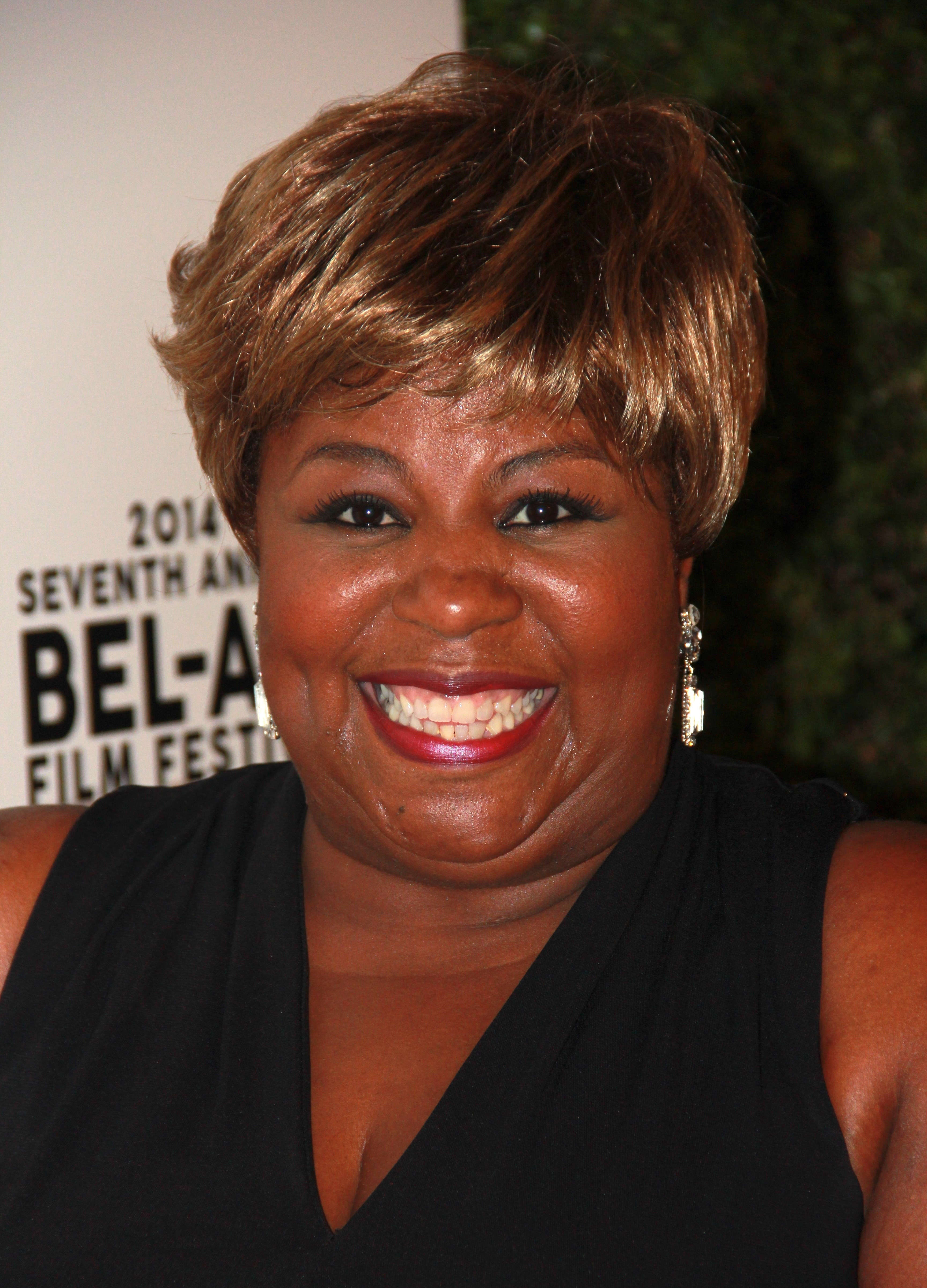

클리오 킹(Cleo King, 1962년 8월 21일 ~ )은 미국의 배우이다.
세인트루이스에서 태어났다.

## 출연 작품
- 더 바이 바이 맨 (2017년) - 왓킨스 부인 역
- 트랜스포머: 사라진 시대 (2014년) - 부동산업자 역
- 더 행오버 (2009년) - 오피서 가든 역
- 섹스 드라이브 (2008년)
- 후드 오브 호러 (2006년)
- 벤치워머스 (2006년)
- 도그빌 (2003년) - 올리비아 역
- 내셔널 시큐리티 (2003년)
- 데이비드 게일 (2003년)
- 내 차 봤냐? (2000년)
- 로드 트립 (2000년)
- 터치 미 (1997년)

### 텔레비전
- 코스비 가족 만세 (1988)
- 머피 브라운 (1997-98)
- 뉴욕경찰 24시 (2001)
- 프렌즈 (2002)
- 웨스트 윙 (2004-05)
- 탐정 몽크 (2005)
- NCIS (2005) - 델라 로빈슨 역
- 데드우드 (2006)
- 로스트 (2007)
- 일라이 스톤 (2008)
- 선스 오브 아나키 (2009)
- 필라델피아는 언제나 맑음 (2010)
- 마이크 앤 몰리 (2010-16)
- 프레시 오프 더 보트 (2016)
- 맘 (2018)
- 9-1-1: 론 스타 (2021)